# Paralastor smithii
Paralastor smithii är en stekelart som först beskrevs av Henri Saussure 1856.  Paralastor smithii ingår i släktet Paralastor och familjen Eumenidae. Inga underarter finns listade i Catalogue of Life.